# Узайр
Уза́йр, Узе́йр (араб. عزير‎) — коранический персонаж, которого иудеи объявили сыном Аллаха. Отождествляется с библейским пророком Ездрой. Он был послан в период между пророком Сулейманом и Закарией. Его история упоминается в Коране, что Аллах умертвил его на сто лет, а затем воскресил его, в своей известной истории содержащейся в суре аль-Бакара. Он обновил религию единобожия для сынов Исраиля и научил их Таурату (Торе) после того, как они её забыли.

## В Коране
Узайр упомянут в Коране один раз:

Иудеи сказали: «Узейр (Ездра) — сын Аллаха». Христиане сказали: «Мессия — сын Аллаха». Они произносят своими устами слова, похожие на слова прежних неверующих. Да погубит их Аллах! До чего же они отвращены от истины!—  9:30 (Кулиев)
Известные материалы об иудаизме V—VII вв. позволяют говорить лишь о незначительном по степени выделении Эзры из ряда почитаемых фигур иудаизма. Вероятно, в Аравии существовала иудейская секта, которая особо почитала Эзру. Послекораническое исламское предание единодушно идентифицирует Узайра Эзрой.
Согласно преданию, Узайр с малых лет изучал Таурат (Тору). Его отец Шурайза был потомком Харуна (Аарона). Когда Бухтуннассар (Навуходоносор) захватил Иерусалим (Кудс), Узайр был пленён и увезён в Вавилон (Бабиль). После освобождения решил вернуться в Иерусалим, но нашёл город разрушенным до основания. После того, как Узайр усомнился в способности Аллаха вернуть его к жизни, Аллах умертвил его и воскресил через 100 лет. Воскреснув, Узайр увидел, что Иерусалим заново отстроен. Он встретил больную женщину, которой поведал о себе, затем помолился за неё Аллаху, и она исцелилась. Женщина рассказала израильтянам о чудесном возвращении Узайра. Некоторые жители города потребовали доказательств того, что он и есть тот самый Узайр; тогда он прочитал им наизусть весь Таурат, который к тому моменту был утерян. Затем он стал проповедовать шариат Мусы и призывать народ Израиля к вере в Единого Бога (Аллаха), но они отвергли его. Некоторые утверждали, что Таурат, которую он им читает, искажён, но у одного израильтянина сохранился небольшой фрагмент Таурата, с которым и сравнили слова Узайра. Оказалось, что содержание этого фрагмента полностью совпадает с тем, что читал Узайр.
После возвращения ковчега и обретения подлинного текста Таурата поражённые израильтяне сочли Узайра «сыном Аллаха». Узайр отверг это предположение и предупредил народ о суровом наказании от Аллаха за подобное святотатство. Назвав Узайра сыном Бога, иудеи совершили преступление против истинного единобожия (таухида). После этого Узайр долгое время наставлял свой народ на истинный путь. После его смерти израильтяне впали в ещё большие грехи и вызвали гнев Аллаха.
Среди мусульманских богословов имеется разногласие относительно того, был ли Узайр пророком (наби) или праведником (салих).

## Гробница Узайра
В районе Калат-Салех иракской мухафазы Майсан расположена гробница Узайра, почитаемая евреями и мусульманами-шиитами, в том числе озёрными арабами. Согласно Иосифу Флавию, Узайр (Ездра) был похоронен в Иерусалиме, но около 1050 года в Ираке была обнаружена гробница, ныне приписываемая Узайру. Также и на севере Сирии, в городе Тадеф расположено захоронение, приписываемое Узайру.